# Brygada Aleksandroni
609 Brygada Aleksandroni (hebr. ‏חטיבת אלכסנדרוני‎, Chetiwat Aleksandroni) – rezerwowy związek taktyczny piechoty Sił Obronnych Izraela. Brygada podlega Dowództwu Północnemu.

## Forowanie i walki
3 Brygada Alexandroni została sformowana 1 grudnia 1947 jako jedna z brygad żydowskiej organizacji paramilitarnej Hagana.
Podczas wojny domowej w Mandacie Palestyny na początku kwietnia 1948 brygada uczestniczyła w działaniach zmierzających do odblokowania oblężonej Jerozolimy. Pod koniec kwietnia wzięła udział w zajęciu Jafy. Na początku maja przeprowadziła operację wysiedlenia arabskiej ludności z wiosek położonych wokół miasta Kefar Sawa. W wojnie o niepodległość brygada zabezpieczała równinę Szaron przed atakiem irackich sił z Samarii. Następnie uczestniczyła w kolejnych atakach na Latrun. W dniu 20 czerwca brygada otrzymała rozkaz przejęcia ładunku statku „Altalena”, na którym Irgun przewoził do Izraela nielegalną broń i amunicję. W wyniku ostrzału doszło do pożaru statku i śmierci sześciu członków Irgunu oraz dwóch żołnierzy. W lipcu brygada uczestniczyła w działaniach w Samarii, podczas których doszło do ciężkiego starcia z Legionem Arabskim. Od listopada brygada uczestniczyła w operacjach prowadzonych na froncie południowym, przeciwko Egipcjanom. Po zakończeniu wojny, pod koniec lipca 1949 brygada została rozformowana, a jej żołnierze przeniesieni do różnych jednostek rezerwy.
W styczniu 1950 brygada została ponownie sformowana, jako rezerwowa brygada piechoty będąca pod Północnym Dowództwem. Przez kolejne lata koncentrowała ona swoją działalność na wspieraniu obrony linii granicznej z Syrią. Podczas wojny sześciodniowej w 1967 brygada uczestniczyła w zajęciu Wzgórz Golan. Po wojnie siedzibą brygady została baza wojskowa Camp Izaak, w pobliżu kibucu Ortal na Wzgórzach Golan. Podczas wojny Jom Kipur w 1973 brygada wzięła udział w obronie mostów na rzece Jordan. Podczas wojny poniosła tak ciężkie straty, że została wycofana ze Wzgórz Golan. Podczas wojny libańskiej w 1982 brygada prowadziła walki w sektorze centralnym. W następnych latach została przekształcona w rezerwową 609 Brygadę Pancerną, wchodzącą w skład 36 Dywizji Pancernej. W II wojnie libańskiej w 2006 brygada wspierała działania w zachodnim sektorze. Brygada wykorzystuje szkoleniowo-treningową bazę wojskową Eljakim.

## Struktura organizacyjna
Początkowo do zadań powierzonych 3 Brygadzie Alexandroni należała obrona rejonu miasta Netanja. Dowódcą był Dan Stone. Pod jego rozkazami było 3588 żołnierzy.
- 31 batalion – powstał w grudniu 1947 z zadaniem ochrony linii komunikacyjnych w rejonie Netanji i Hadery. W skład batalionu weszli weterani z okolicznych osad.
- 32 batalion – powstał w grudniu 1947 z zadaniem ochrony linii komunikacyjnych w rejonie Petach Tikwa i Ramat ha-Szaron. W skład batalionu weszli ochotnicy z miast.
- 33 batalion – powstał w grudniu 1947 z zadaniem obrony od wschodu zespołu miejskiego Gusz Dan. W skład batalionu weszli weterani z tych miast.
- 34 batalion – powstał w maju 1948 jako batalion wsparcia brygady. W skład batalionu wszedł zespół obozu szkoleniowego Hagany.
- 37 batalion – powstał w czerwcu 1948. W skład batalionu weszli byli członkowie Irgunu.